# Leptarctia decia
Leptarctia decia là một loài bướm đêm thuộc phân họ Arctiinae, họ Erebidae.